# П'ятнадцята річниця царювання (яйце Фаберже)
Імператорське великоднє яйце «П'ятнадцята річниця царювання» — ювелірний виріб фірми Карла Фаберже, виготовлений на замовлення російського імператора Миколи II у 1911 році. Було подароване імператором дружині Олександрі Федорівні.

## Опис
Яйце поділене горизонтальними і вертикальними смугами із лаврового листя, що виготовле із емалі, на вісімнадцять панелей. На шістнадцяти панелях розміщені мініатюри придворного мініатюриста Василя Зуєва, з них — сім овальних портретів імператорської родини і дев'ять історичних сцен.
На портретах зображені:
- імператор Микола II,
- імператриця Олександра Федорівна,
- цесаревич Олексій Миколайович,
- княжна Ольга Миколаївна,
- княжна Тетяна Миколаївна,
- княжна Марія Миколаївна,
- княжна Анастасія Миколаївна.

Історичні сцени зображують:
- момент святого коронування,
- церемоніальну процесію до Успенського собору,
- церемоніальний прийом членів Державної Думи в Зимовому палаці,
- палац Хейс тен Босх в Гаазі, місце Першої Мирної конференції,
- знайдення мощей Святого Серафима Саровського,
- відкриття пам'ятника Петру I в Ризі,
- відкриття пам'ятника в Полтаві на честь Двохсотріччя Полтавської битви,
- Музей імператора Олександра III,
- відкриття Моста Олександра III в Парижі в його присутності.[1]